# Mull of Kintyre (песня)
«Mull of Kintyre» — песня в исполнении Пола Маккартни и группы Wings, вышедшая в 1977 году и ставшая лучшей песней года в Великобритании, побив многие музыкальные рекорды (9 недель на № 1). Сингл стал первым в истории британским синглом, тираж которого достиг двухмиллионной отметки. Самый продаваемый сингл 1977 года в Великобритании.

## История
Песня была записана в августе 1977 года, выпущена 11 ноября 1977 года фирмой Capitol Records. Песня посвящена Малл-оф-Кинтайр (англ. Mull of Kintyre) — мысу на полуострове Кинтайр в Шотландии, где Пол владеет участком земли (в 17,7 км от него). На второй стороне сингла «Mull of Kintyre» была записана песня «Girls' School». Сингл стал самым успешным в Британии и оставался таковым до 1984 года вплоть до выхода благотворительного хита «Do They Know It's Christmas?» проекта Band Aid.

## Участники записи
Запись «Mull of Kintyre» проходила в августе 1977 года в Лондоне, во время подготовки альбома London Town группы Wings. В записи участвовали жена Пола Линда Маккартни, Джимми Маккалох и Джо Инглиш. Также участвовал оркестр волынщиков Campbeltown Pipe Band из городка Кэмпбелтаун на Кинтайре.
- Пол Маккартни — вокал, акустическая гитара, бас-гитара.
- Линда Маккартни — вокал, перкуссия.
- Денни Лэйн — вокал, электрогитара, акустическая гитара.
- Джимми Маккалох — гитара.
- Джо Инглиш — ударные.
- Campbeltown Pipe Band — волынки, барабаны.

## Положение в хит-парадах
| Хит-парад (1977/1978)              | Высшая позиция |
| ---------------------------------- | -------------- |
| Великобритания (UK Singles Chart)  | 1              |
| Австралия (Kent Music Report)      | 1              |
| Австрия                            | 1              |
| Бельгия                            | 1              |
| Канада (RPM Hot 100)               | 44             |
| Нидерланды                         | 1              |
| Германия (Media Control)           | 1              |
| Ирландия                           | 1              |
| Новая Зеландия (RIANZ)             | 1              |
| Норвегия (VG-lista)                | 2              |
| ЮАР (Springbok Radio)              | 1              |
| Испания (AFE) (с Girls' School)    | 5              |
| Швеция                             | 14             |
| Швейцария                          | 1              |
| Япония (Oricon)                    | 69             |
| США (Billboard Adult Contemporary) | 45             |

## Сертификации
| Регион                                                      | Сертификация  | Продажи   |
| ----------------------------------------------------------- | ------------- | --------- |
| Австралия (ARIA)                                            | Золотой       | 50 000^   |
| Германия (BVMI)                                             | Золотой       | 500 000^  |
| Ирландия (IRMA)                                             | 2× Платиновый | 30 000^   |
| Великобритания (BPI)                                        | 2× Платиновый | 2,080,000 |
| ^ Данные о тиражах приведены только на основе сертификации. |               |           |